# 김요환 (축구 선수)
김요환(한국 한자: 金耀煥, 1977년 5월 23일 ~ )은 대한민국의 전 축구 선수이며, 포지션은 미드필더였다.